# Burke Ridge
Burke Ridge ist ein niedriger und teilweise verschneiter Gebirgskamm mit drei markanten Felsvorsprüngen in den Prince Charles Mountains des ostantarktischen Mac-Robertson-Land. Er ragt 65 km südlich des Mount Newton auf.
Entdeckt wurde der Gebirgskamm 1971 auf Luftaufnahmen der Australian National Antarctic Research Expeditions aus dem Jahr 1960. Triangulationsvermessungen erfolgten 1972. Das Antarctic Names Committee of Australia benannte ihn 1973 nach Edward H. Burke, Vermessungstechniker bei der Erkundung der Prince Charles Mountains in den Jahren 1970 und 1972. Am 17. Januar 1971 stürzte hier ein Hubschrauber ab. 